# Ткаченко Віктор Іванович
Віктор Іванович Ткаченко (23 вересня 1946, м. Енгельс Саратовської області) — український військовик, генерал-лейтенант. Начальник Харківського військового університету (1999—2004), начальник Харківського університету Повітряних Сил ім. Івана Кожедуба. Заслужений діяч науки і техніки України, нагороджений орденами.

## Життєпис
Народився 23 вересня 1946 р. в м. Енгельс Саратовської області (Росія). Закінчив Енгельське радіотехнічне училище військ ППО (1966) з відзнакою, Військову командну академію ППО ім. Г. Жукова з відзнакою і золотою медаллю (1977). Проходив службу на посадах старшого техніка батареї, командира роти обслуговування радіотехнічного полку, начальника командного пункту — заступника начальника штабу зенітної ракетної бригади, командира зенітного ракетного дивізіону, заступника командира зенітної ракетної бригади, командира зенітного ракетного полку, начальника штабу — першого заступника командира дивізії, начальника штабу — першого заступника командира корпусу ППО, начальника штабу — заступника командира управління Західного району протиповітряної оборони, командира Західного району протиповітряної оборони України.
Зі серпня 1994 р. — командир 28-го корпусу ППО Сил ППО України. З лютого 1999 по грудень 2004 р. — начальник Харківського військового університету. Заслужений діяч науки і техніки України. Кандидат військових наук, професор.
Звільнений у запас 2004 року. Працював у науці на посаді провідного наукового співробітника Об'єднаного науково-дослідного інституту Збройних Сил України. З 2006 р. — начальник Харківського університету Повітряних Сил ім. Івана Кожедуба.
Серед робіт: «Бойове застосування високоточних засобів пораження і особливості боротьби з ними», 2016, співавтори Єрмошин Михайло Олександрович, Смірнов Євген Борисович, Коломійцев Олексій Володимирович, Шулежко Василь Володимирович, Ряполов Євген Іванович, Ярош Сергій Петрович.

## Нагороди
Відзнака Міністерства оборони України «Іменна вогнепальна зброя», Орден Червоної Зірки, орден «За службу Батьківщині у Збройних Силах СРСР» ІІІ ст., орден Богдана Хмельницького ІІІ ст. (2000), почесний нагрудний знак «За самовіддану працю у Збройних силах України».